# Vorsicht, wilder Homer!
Vorsicht, wilder Homer! (engl. Originaltitel: The Call of the Simpsons) ist die siebte Folge der ersten Staffel der US-amerikanischen Zeichentrickserie Die Simpsons.

## Handlung
Als Homer sieht, wie Ned Flanders mit seinem neu gekauften Luxus-Wohnmobil vor seinem Haus auffährt, wird er neidisch. Auf Homers Frage, wie er sich das leisten konnte, antwortet Ned, dass er es mit einem Kredit gekauft habe. Daraufhin macht sich die Simpsons-Familie auf zu einem Autohändler. Obwohl sich Marge dort nur umschauen will, will Homer ein noch besseres Wohnmobil als das der Flanders’ kaufen. Nachdem aber der Verkäufer festgestellt hat, dass Homers Kreditwürdigkeit miserabel ist, verkauft er ihm überteuert einen Gebrauchtwagen.
Damit startet die Familie kurz darauf zu einem Ausflug. Als sie sich im Wald verfahren, stürzt der Wagen in eine Schlucht, was die Familie nur knapp überlebt. Ohne ihre Ausrüstung oder Orientierung sitzen sie nun im Wald fest. In der Folgezeit verirren sich Homer und Bart auf der Suche nach Menschen im Wald, verlieren dabei ihre Kleidung und suchen vergeblich nach Nahrung. Währenddessen wird die entlaufene Maggie von Bären aufgenommen, die sie liebevoll umsorgen, während Marge und Lisa ein Lager aufbauen.
Am nächsten Tag wird Homer von Bienen verfolgt, nachdem er Honig aus ihrem Bienenstock entnommen hat. Um ihnen zu entkommen, wälzt er sich in Schlamm, und wird dabei zufällig von einem Amateurfilmer gefilmt, der ihn für Bigfoot hält. Er verkauft das Video an einen Fernsehsender, der es ausstrahlt und eine Belohnung auf die Ergreifung von Bigfoot aussetzt. Danach erscheinen im Wald Bigfoot-Jäger; Fernsehsender berichten die über die Jagd. Als Marge von einem Reporter ein Bild aus dem aufgenommenen Video sieht, erkennt sie darin ihren Mann und wird von Reportern interviewt. Zur gleichen Zeit finden Homer und Bart Maggie bei den Bären und nehmen sie mit. Kurz darauf werden sie von Jägern entdeckt, die Homer gefangen nehmen. Um festzustellen, ob er wirklich Bigfoot ist, wird er – ohne Ergebnis – von Wissenschaftlern untersucht.

## Produktion
Diese Folge wurde von John Swartzwelder geschrieben, während Wesley Archer Regie führte.
Eine Szene dieser Folge mit Marge und Lisa, in der sie an einem Lagerfeuer sitzen, war ursprünglich länger und beinhaltete ein Gespräch der beiden über die zwei männlichen Familienmitglieder. Diese Szene wurde letztlich aber aus der Episode herausgeschnitten. In einer weiteren Szene, in der Homer und Bart ihre Geschlechtsteile mit Moos bedecken, redeten sie ursprünglich nicht; Sam Simon aber fand es lustiger, an dieser Stelle einen Dialog zu haben.
Schauspieler Albert Brooks hatte in dieser Folge einen Gastauftritt als Stimme des Autohändlers Bob. Brooks war sich nicht sicher, ob er mit einer Zeichentrickserie zu dieser Zeit identifiziert werden wollte, was sich auch andere Gaststars in Die Simpsons überlegten. Daher wurde er im Abspann der Folge lediglich als „A. Brooks“ aufgeführt.
Die Episode war eine Satire auf die Bigfoot-Specials, die auch auf dem US-Sender Fox liefen, als die Episode geschrieben wurde. Laut den Mitwirkenden mussten für die Hintergründe der Folge viele Mittel aufgebracht werden, um sie zum Beispiel mit Bäumen, Steinen und Zäunen realistisch aussehen zu lassen. Es wurden außerdem von der Fastfood-Kette Burger King Figuren aus dem Design der Simpsons im Wald aus dieser Episode hergestellt.

## Rezeption
Die Erstausstrahlung von The Call of the Simpsons am 18. Februar 1990 beendete die Nielsen Ratings an diesem Tag mit einem Rating von 14,6 und einem Share von 22 Prozent auf dem dritten Platz.
Die Episode war 1990 für einen Emmy Award in der Kategorie Outstanding Sound Mixing for a Comedy Series or a Special nominiert. Die Internetseite IGN.com erklärte Albert Brooks’ Gastauftritt in dieser Folge zusammen mit seinen weiteren Auftritten in Die Simpsons als den besten Gastauftritt in der Geschichte der Serie.
Die Autoren des Buches I Can't Believe It's a Bigger and Better Updated Unofficial Simpsons Guide, Warren Martyn und Adrian Wood, lobten sowie kritisierten die Folge und schrieben: „Die Episode ist ein bisschen weniger als die Summe ihrer Teile. Der frühe Teil im Autohaus ist viel besser als die hauptsächliche Camping-Geschichte, obwohl es ein schönes Verhältnis zwischen Marge und Lisa gibt, und wer könnte Maggie und den Bären widerstehen?“ In einer DVD-Rezension der ersten Staffel der Serie gab David B. Grelck der Folge eine Bewertung von 1,5 von 5 Punkten und fügte hinzu: „Der Surrealismus von Homer als Bigfoot ist ein großer Fehltritt. Diese Art eines Gags wäre heutzutage ganz anders [...]“ Jon Bonné bezeichnete die Folge auf MSNBC als „ein perfektes Beispiel für die bizarre und erfolgreiche Balance zwischen nervöser Stimmung und leichten Neurosen der ersten Staffel“. Er meinte, dass es diese Kombination gewesen sei, „die Groenings Shorts  für die Ullmann Show so überzeugend machte“, was der Serie schließlich möglich gemacht habe, „die Formen des Network-Fernsehens zu brechen“. Colin Jacobson schrieb in einer weiteren Rezension: „Während [die Folge] nicht die ständigen Höhen der besten Simpsons zeigt, ist sie eine allgemein solide Show.“ Er fügte hinzu, dass die Folge einen verrückteren Ton benutze als es zu dieser Zeit üblich war, „aber es funktioniert, und das Programm ist durchweg lustig“.